# جائزة بلانيتا
جائزة بلانيتا (بالإسبانية: Premio Planeta de Novela)‏ جائزة أدبية في إسبانيا منذ عام 1952 تنتمي لمجموعة بلانيتا للروايات المكتوبة باللغة الإسبانية.

## روابط خارجية
- الموقع الرسمي (Spanish)